# Calvaire (Bannalec)

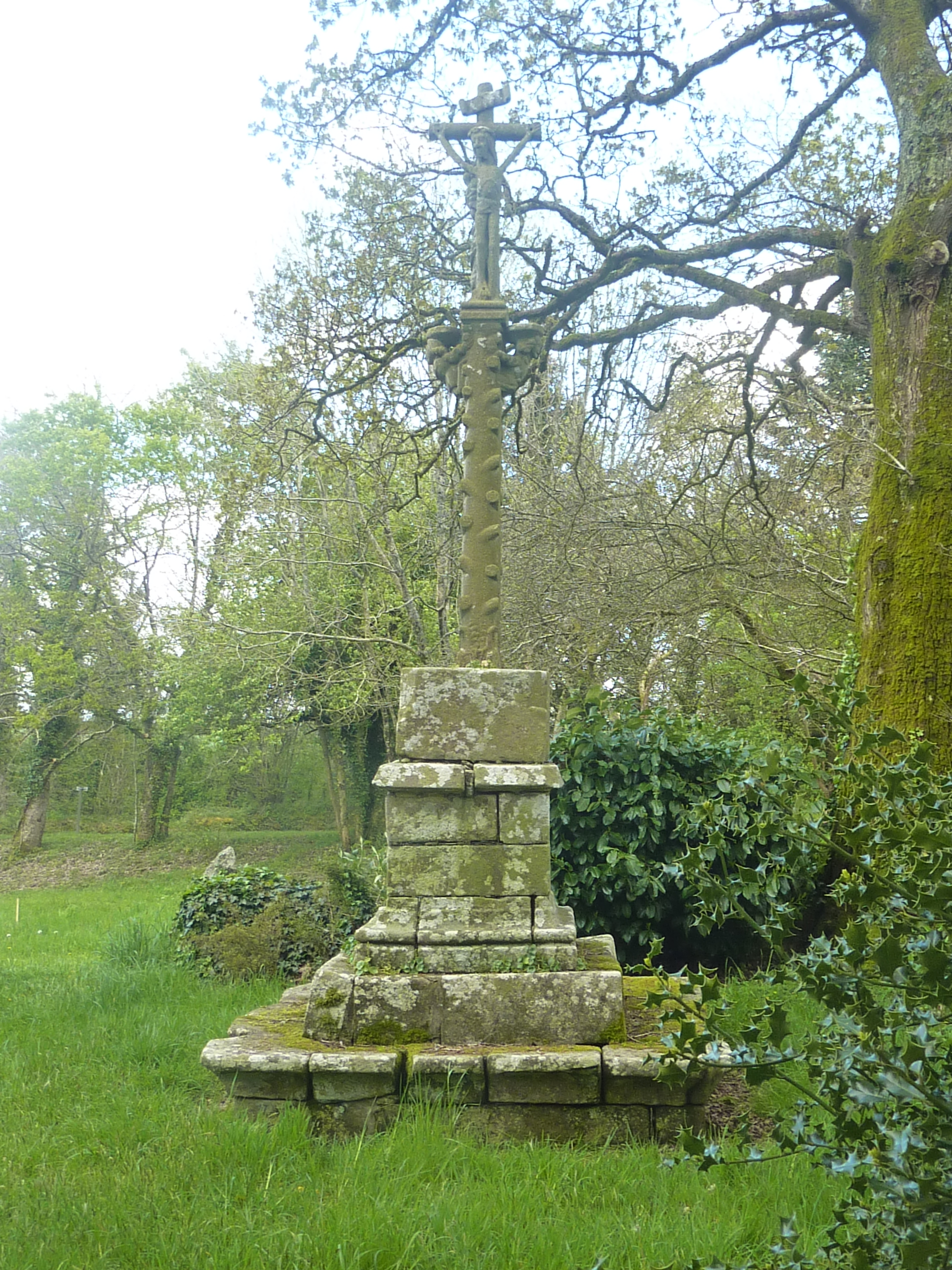
Calvaire in Bannalec

Der Calvaire in Bannalec, einer französischen Gemeinde im Département Finistère der Region Bretagne, wurde im 17. Jahrhundert errichtet. Der Calvaire, der einzige in der Gemeinde, steht neben der Kapelle St-Mathieu.
Über zwei Stufen erreicht man den rechteckigen Unterbau, auf dem der Schaft mit dem Kreuz steht. Die zwei Konsolen unterhalb des Kreuzes, die von zwei Engeln gestützt werden, trugen ursprünglich zwei Statuen. Auf der Vorderseite des Kreuzes ist Christus, ungewöhnlich hager und mit dünnen Armen, und auf der Rückseite die Madonna mit Kind dargestellt.